# اریک تیله
اریک تیله (به انگلیسی: Erik Thiele،  زادهٔ ۵ ژوئن ۱۹۹۶) یک کشتی‌گیر آزادکار اهل کشور آلمان است. وی سابقه حضور در المپیک ۲۰۲۴ پاریس را دارد.  